# Conus lenavati
Conus lenavati é uma espécie de gastrópode do gênero Conus, pertencente à família Conidae.